# Treat
Treat (em árabe: التريعات) é uma comuna localizada na província de Annaba, no extremo leste da Argélia. Sua população era de 6 076 habitantes, em 2008.

## Cidades-irmãs
- Tát
- Bois, Charente-Maritime
- Domino